# Quand la Terre hurla
Quand la Terre hurla (When the World Screamed) est une nouvelle d'Arthur Conan Doyle publiée en 1928. 
Le récit se situe à la frontière entre le fantastique et la science-fiction. Il s'agit du quatrième récit mettant en scène le professeur Challenger, qui ici mène une expérience destinée à démontrer que la Terre est un être vivant.

## Résumé
À la suite d'une donation dont il a été le bénéficiaire, le Pr Challenger a pu faire l'acquisition d'un immense terrain dans le Sussex. 
Avec l'aide d'Édward Malone et de Perless Jones (Parfait Jones en français), il creuse un trou de plus de 13 000 mètres dans la croûte terrestre terre jusqu'à ce qu'il atteigne le manteau, convaincu que celle-ci est un être sensible et qu'en pratiquant cette excavation il sera la première personne à alerter sur la présence de l'humanité. Il finit cependant par réveiller la créature géante qui ne se laisse pas faire.

## Analyse

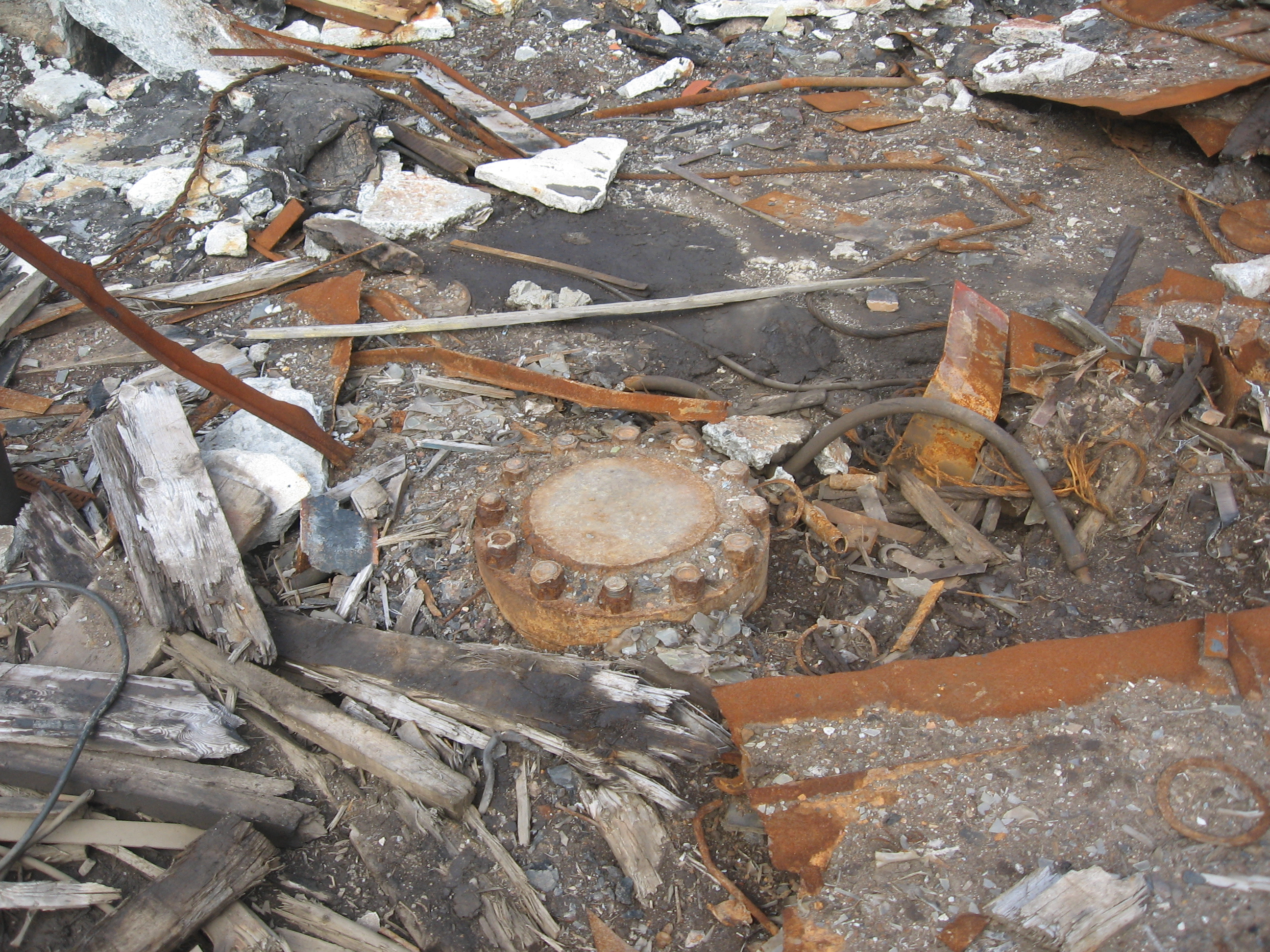
Entre 1970 et 1989, les soviétiques ont procédé à un forage de 12 289 mètres de long qui peut évoquer l'idée du roman de Conan Doyle

Bien avant la diffusion de l'hypothèse Gaïa, Sir Arthur Conan Doyle évoque l'idée d'une Terre vivante et la présente même comme un être capable d'émotions. Dans le roman, quand l'instrument de forage atteint la « peau » de la Terre, mise a nu, celle-ci réagit en hurlant de douleur (d'où le titre du roman). Un court extrait du roman nous en donne une description détaillée :
«  Au même moment, nos oreilles s’emplirent du plus horrible hurlement qui eût jamais été entendu. Personne, parmi des centaines qui s’essayèrent à décrire ce cri, n’y réussit tout à fait. C’était un mugissement dans lequel la douleur, la colère, la menace, et toute la majesté outragée de la nature se donnaient libre cours et se mêlaient dans un hurlement sinistre. »
À ce titre là, l'auteur Arthur Conan Doyle est considéré comme un précurseur par Alain Musset, qui le cite dans son livre Le syndrome de Babylone. Géofictions de l'apocalypse, paru chez Armand Colin en 2012.